# Magicianul (film din 2010)
Magicianul este un film românesc din 2010 regizat de Bogdan Mureșanu, Alex Tambala.